# Dominic O'Brien

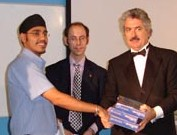
Dominic O'Brien (derecha)

Dominic O'Brien (10 de agosto de 1957) es un mnemonista británico y autor de libros sobre la memoria. Ha sido 8 veces campeón del mundo de memoria y trabaja como entrenador para Peak Performance Training. 
Comenzó a desarrollar sus técnicas nemotécnicas cuando vio cómo Creighton Carvello memorizaba una baraja de 52 cartas en menos de 3 minutos. Ha escrito libros sobre técnicas de memorización como ‘How to Develop a Perfect Memory’, ‘Quantum Memory Power’, ‘Learn to Remember’, ‘How to Pass Exams’, ‘The Winning Hand’, y ‘The Amazing Memory Box’. 
Ofrece conferencias y ha aparecido en programas de televisión como The Human Body.
Dominic O'Brien pasó a formar parte del Libro Guinness de los récords el 1 de mayo de 2002 cuando logró la hazaña de recordar una secuencia aleatoria de 2808 cartas (54 barajas) después de ver cada carta una sola vez. Fue capaz de recitar su orden correctamente, cometiendo solo 8 errores, 4 de los cuales fueron inmediatamente corregidos por él cuando se le dijo que se había equivocado.